# Józef Marceli Dołęga
Józef Marceli Dołęga (ur. 26 kwietnia 1940 w Budnych, zm. 19 stycznia 2014) – polski filozof, sozolog i ekofilozof, twórca polskiej szkoły ekologii humanistycznej, profesor nauk humanistycznych, prezbiter rzymskokatolicki.

## Życiorys
W latach 1958-64 studiował teologię w Wyższym Seminarium Duchownym w Łomży, a 1965-69 filozofię przyrody na Wydziale Filozofii Chrześcijańskiej Akademii Teologii Katolickiej w Warszawie, uzyskując tytuł magistra na podstawie pracy pt. „Teoria kreacjonistycznych początków duszy ludzkiej a współczesny ewolucjonizm”. Zainteresowania naukowe filozofią przyrody kontynuował następnie na studiach doktoranckich w ATK, które uwieńczył w 1975 obroną rozprawy doktorskiej nt. „Implikacje filozoficzne naukowego ujęcia zagadnienia pochodzenia mowy ludzkiej”. Jego głównym nauczycielem filozofii z tego okresu oraz promotorem prac naukowych był ks. Kazimierz Kłósak. W 1986 uzyskał stopień doktora habilitowanego w zakresie filozofii przyrody na podstawie dorobku naukowego i rozprawy pt. „Stosunek ruchu do materii w ujęciu klasycznej filozofii przyrody” recenzowanej przez profesorów: ks. Edmunda Morawca, S. Olszewskiego oraz docenta dr hab. Henryka Stonerta. Tytuł naukowy profesora nauk humanistycznych otrzymał w 2002 roku. Pracę naukowo – dydaktyczną rozpoczął od 1970 na WSD w Łomży i w Katedrze Filozofii Przyrody WFCh ATK najpierw jako asystent wolontariusz, a od 1973 na stanowisku asystenta, następnie od 1976 roku w charakterze adiunkta, docentem zostaje w 1987 roku, profesorem nadzwyczajnym ATK w 1993 roku, a profesorem zwyczajnym Uniwersytetu Kardynała Stefana Wyszyńskiego (dawnej ATK) w 2002 roku. Pełnił na ATK/UKSW wiele prestiżowych funkcji, m.in. prodziekana WFCh (1990-1993), dziekana WFCh sprawowane przez dwie kadencje (1993-1996; 2002-2005) oraz członka Senatu uczelni (od 1999-2005). Od 1992 kierował Katedrą Filozofii Ekologii, a od 2005 był dyrektorem Instytutu Ekologii i Bioetyki UKSW. Z innych pozauczelnianych funkcji należy wymienić m.in. członkostwo w Komitecie Naukowym „Człowiek i Środowisko” przy Prezydium Polskiej Akademii Nauk (w okresie: 1999-2002-2005), w Radzie Programowej Ośrodka Informacji o Informacji Ekologicznej Narodowego Funduszu Ochrony Środowiska i Gospodarki Wodnej (od 2000 roku) oraz w Radzie Naukowej Programu „Zielone Płuca Polski” (od 2005 roku). Pełnił również funkcje konsultanta przy Episkopacie Polski: od 2000 roku w Komisji Nauki Wiary Episkopatu Polski – Sekcja Filozoficzna  oraz od 2001 roku w Komisji Nauki Konferencji Episkopatu Polski (od 2001 roku). J.M. Dołęga opublikował wiele prac naukowych, w których od zainteresowań z zakresu klasycznej filozofii przyrody przechodził do szeroko pojmowanej ekofilozofii, zwłaszcza sozologii. Stworzył własną, oryginalną dyscyplinę naukową sozologię systemową, którą definiuje jako naukę „o systemowej ochronie biosfery przed destrukcyjnym oddziaływaniem na nią antroposfery” (Dołęga 1998, s.37). W tej koncepcji naukowej połączył dorobek nauk przyrodniczych z naukami humanistycznymi, wypracowując własny i unikalny interdyscyplinarny, systemowy model ochrony środowiska społeczno – przyrodniczego. Został on szerzej przedstawiony w książkach: Człowiek w zagrożonym środowisku (Warszawa 1998); Koncepcja sozologii systemowej (Warszawa 2001); Zarys sozologii systemowej (Warszawa 2005). Swoją dyscyplinę naukową rozwijał na gruncie Katedry Filozofii Ekologii, wchodzącej w skład Instytutu Ekologii i Bioetyki UKSW –  placówek o unikalnym charakterze w skali kraju, znanych z organizacji wielu prestiżowych sympozjów i konferencji. Tam też redagował międzynarodowe czasopismo naukowe „Studia Ecologiae et Bioethicae” (wydawane od 2000 r.) w charakterze redaktora naczelnego. Na UKSW organizował co roku cykliczną konferencję naukową pt. „Filozofia zrównoważonego rozwoju”, przyczyniając się do opracowania nowego nurtu w ramach ekofilozofii – filozofii zrównoważonego rozwoju. Wielu współczesnych młodych ekofilozofów i sozologów wywodzi się właśnie z tego środowiska, gdyż Dołęga wypromował kilkuset magistrów oraz kilkudziesięciu doktorów podejmujących problematykę ekologii humanistycznej. Wokół swego interdyscyplinarnego ośrodka na UKSW skupił wielu uczonych z różnych ośrodków naukowych uprawiających nauki związane z ochroną środowiska społeczno-przyrodniczego. W ten sposób stworzył unikalną nie tylko w skali Polski – polską szkołę ekologii humanistycznej, która łączy dorobek nauk przyrodniczych i technicznych z naukami humanistycznymi, filozoficznymi i teologicznymi oraz społecznymi.
Pochowany na cmentarzu parafialnym w Łomży.

## Wybrane publikacje
- Kreacjonizm i ewolucjonizm, ATK, Warszawa 1988.
- Człowiek w zagrożonym środowisku. Z podstawowych zagadnień sozologii, ATK, Warszawa 1998.
- Świadomość i edukacja ekologiczna (praca zbiorowa, współredaktor naukowy), ATK, Warszawa 1998.
- Ochrona środowiska w filozofii i teologii (praca zbiorowa, współredaktor naukowy),  ATK, Warszawa 1999.
- Ekologia rodziny ludzkiej (praca zbiorowa, współredaktor naukowy), WM, Olecko 2000.
- Koncepcja sozologii systemowej, UKSW, Warszawa 2001.
- Ochrona środowiska społeczno-przyrodniczego w filozofii i teologii (praca zbiorowa, współredaktor naukowy), UKSW, Warszawa 2001.
- Podstawy kultury ekologicznej (praca zbiorowa, redaktor naukowy), UKSW, Warszawa 2002.
- Zarys sozologii systemowej, UKSW, Warszawa 2005.